# Argyrophorus barosi
Argyrophorus barosi är en fjärilsart som beskrevs av Peña 1968. Argyrophorus barosi ingår i släktet Argyrophorus och familjen praktfjärilar. Inga underarter finns listade i Catalogue of Life.